# Roland Epstein
Pour les articles homonymes, voir Epstein.
Roland Epstein ou Roland Israël Epsztein, né le 29 avril 1922 à Szczuczyn en Pologne et mort le 28 janvier 1997 à Saint-Cloud, est un résistant juif français d'origine polonaise dont le nom d'emprunt dans la Résistance fut Roland Estienne. Il œuvre au sein du MJS en faisant passer des enfants juifs en Suisse, notamment avec Mila Racine, avant d'être arrêté avec celle-ci puis déporté. Après guerre, il soutient une thèse de doctorat en chimie et entre au CNRS en tant que chercheur.

## Biographie

### Famille, enfance, adolescence

#### Pologne
Szczuczyn, est au début du XXe siècle une petite ville de Pologne située quasiment aux confins de la Lituanie et de la Russie.
En 1920, Szalom Mendel Epstein, natif de ce shtetl polonais, est alors "représentant en tissus". Il épouse cette année-là Leja Gwint,, originaire de Vilno mais établie professionnellement dans la bourgade depuis 1917.
Leur premier né, Israël "Rolke" y voit le jour le 29 avril 1922,, puis une fille vient au monde en décembre 1923, elle est prénommée Sulamita,.
Szalom a un frère aîné, Meyer "Myron" qui a émigré en 1912 à Paris. Après des études de droit ce dernier exerce comme avocat avant de se marier puis de choisir de travailler avec son beau-père dont l'entreprise est florissante. En 1926, Meyer qui a francisé son prénom en Maurice confie la nouvelle succursale de Varsovie à son frère.

#### Paris
En 1929 toute la famille quitte Varsovie pour venir s'installer à Paris, Maurice Epsztein ayant proposé à son frère une place de représentant dans sa société. Les nouveaux arrivants finissent rapidement par se loger en appartement à Champigny-sur-Marne. Szalom et Leja francisent alors leurs prénoms, ceux-ci devenant respectivement Max et Lisa. De son côté, cette dernière s'affaire aussi au domicile en tant que couseuse de cols sur des manteaux de fourrure.
À sept ans, "Rolke" qui n'a jusqu'alors pas été scolarisé est inscrit à l'école communale de Champigny. Sur les recommandations de Maurice, Max et Lisa ont adapté son prénom en Roland et celui de Sulamita en Simone.
Le garçon apprend le français en trois mois et le parle couramment. Ayant sauté deux classes, Roland passe et obtient son certificat d'études à l'âge de onze ans, ceci alors que la famille a entre-temps déménagé aux Lilas.
Lisa Epsztein estime que son fils est encore trop jeune pour se rendre seul dans quelque lycée parisien, ce qui conduit Roland à passer deux années en cours complémentaires. Il a appris à lire l'hébreu pendant sa préparation à la bar-mitzvah, mais la cérémonie n'a pas lieu. À l'issue d'un examen d'entrée, Roland est admis immédiatement en quatrième au lycée Voltaire, puis il passe l'année suivante directement en seconde. Parlant le yiddish, cela l'aide passablement à acquérir ses premières notions d'allemand scolaire. En 1937, la famille déménage et s'établit dans le 20e arrondissement. Après avoir obtenu la première partie du baccalauréat en juin 1939, Roland part avec ses parents et sa sœur en vacances au bord de la Manche dans la Somme.

### Seconde Guerre mondiale

#### Déclaration de guerre
Le 3 septembre 1939 la France déclare la guerre à l'Allemagne à la suite de l'invasion de la Pologne le 1er. La famille Epsztein se résout fin septembre à regagner Paris, d'autant que Roland, citoyen polonais âgé de dix-sept ans révolus doit se faire recenser militairement et il estime qu'il est de son devoir de s'y soumettre. Une fois passé devant le conseil de révision il est reconnu "apte pour le service".
Il poursuit sa scolarité en "maths élem" au lycée Voltaire malgré les aléas dus à la guerre qui ne permettent aux classes de fonctionner que par demi-journées : dans la sienne il n'a cours que le matin.

#### Invasion de la France et armistice
À partir du 10 mai 1940, les Allemands lancent leur offensive sur la Belgique, le Luxembourg, les Pays-Bas et la France. 
Il est très vite entendu que mère et fille quittent la capitale.
L'exode ne battant pas son plein, Lisa et Simone parviennent par voie ferroviaire à gagner Vichy et s'y logent à l'hôtel. Max Epsztein, à cause de ses responsabilités professionnelles et Roland qui envisage toujours de passer les examens du baccalauréat, décident de rester à Paris.
Le 6 juin, l'ennemi se rapprochant inexorablement de la Ville-Lumière, Maurice Epsztein qui possède une Traction Avant décide de prendre la direction de La Baule où il doit rejoindre sa femme Anna. Il a projeté un "détour" via Bourges afin d'y déposer son frère et son neveu qui doivent gagner Vichy. Le véhicule de Maurice est conduit par son chauffeur, lui-même accompagné de son épouse et de leur nourrisson. Le petit groupe franchit la Loire à Sully puis, étant parvenus jusqu'à la capitale berrichonne, Max et Roland terminent leur parcours en train jusqu'à la ville d'eaux où ils retrouvent Lisa et Simone.
Roland Epsztein se présente aux épreuves du baccalauréat à Cusset, il est reçu à celle de mathématiques élémentaires mais échoue en philosophie. Le 1er juillet, le gouvernement s'installe à Vichy, le 10 est instauré l'État français. Rapidement, les étrangers y sont déclarés indésirables, entre autres à cause des priorités de logements données aux fonctionnaires.

#### Montpellier
À la fin du mois d'août 1940, la famille Epsztein quitte Vichy pour Montpellier. Roland s'inscrit à la Faculté des sciences en chimie générale et en chimie appliquée.
Son oncle Maurice, sa femme et ses enfants viennent aussi s'établir à Montpellier, ceci après avoir passé la ligne de démarcation à la suite de l'édiction le 3 octobre 1940 du premier statut des Juifs.
Roland Epsztein fait la connaissance d'Otto Giniewski qui poursuit alors ses études universitaires en physique et chimie à la faculté montpelliéraine. Il intègre un groupe sioniste clandestin nommé "gdoud" de Montpellier , créé par Otto avec l'appui du rabbin Schilli.
Le 14 juillet 1941, à la suite d'un appel émis par Radio Londres concernant la zone libre il participe à une manifestation silencieuse regroupant entre autres de nombreux étudiants autour de l'arc de triomphe de Montpellier.
À cette époque, sa sœur Simone occupe un emploi de secrétaire à l'Œuvre de secours aux enfants (OSE) à Montpellier.
À la rentrée 1941, Roland s'inscrit à trois certificats de licence en mathématiques générales, chimie biologique et chimie physique.
L'oncle Maurice contribue financièrement aux besoins de la famille de son frère dont les économies se sont amenuisées.
En mars 1942, Simone Epsztein intègre de fait l’Union générale des israélites de France (UGIF) où elle poursuit son travail de secrétariat à cette 3e Direction « Santé » de l'UGIF.
Roland Epsztein passe ses examens au cours du mois de juin et est reçu à ses trois certificats.
Durant l'été, il passe avec sa sœur Simone des vacances à Luchon où ils font la connaissance de Mila Racine.
En cette année 1942, le numerus clausus est atteint ; la loi du 21 juin 1941a étendu aux étudiants juifs le numerus clausus de 3 % imposé aux enseignants universitaires en vertu du deuxième statut des Juifs du 2 juin 1941. Le directeur de l'Institut de Chimie finit par entendre la cause de Roland et celle de deux de ses amis. Mais la rentrée universitaire n'a pas lieu, le débarquement allié en Afrique du Nord  du 8 novembre 1942 entraine l'invasion de la zone libre par les armées allemande et italienne le 11.
Roland Epsztein ne pense plus qu'à rejoindre l'Angleterre afin de participer à la lutte contre l'occupant. L'Espagne est alors l'une des seules voies pour rejoindre la Grande-Bretagne. Il se rend à Perpignan où il tente le franchissement des Pyrénées avec un groupe conduit par un passeur. Ce dernier s'avère incapable de mener sa mission à son terme ; harassés et désorientés, tous finissent par rebrousser chemin. Roland regagne Montpellier.

#### Cantal
Les bureaux de la 3e Direction « Santé » de l’UGIF, sont transférés en novembre 1942 à Vic-sur-Cère. Simone Epsztein et sa famille y déménagent. De son côté, Maurice Epsztein accompagné des siens opte pour Aix-les-Bains qui est en zone d'occupation italienne.
En janvier 1943 la 3e Direction « Santé » de l'UGIF se replie à Chambéry. Les Epsztein quittent alors Vic-sur-Cère et gagnent la préfecture savoyarde par le train.

#### Savoie
Ils se logent à leur arrivée dans un petit hôtel de la ville.
Leurs papiers d'identité et cartes d'alimentation ont été frappés de la mention « Juif » en février 1943.

#### Le Mouvement de la jeunesse sioniste (MJS)
En mai 1942, le Mouvement de jeunesse sioniste (MJS) est créé à Montpellier par Joseph Fisher, Simon Levitte et Otto Giniewski (frère aîné de Paul Giniewski). Simon Levitte organise à Moissac la formation de cadres devant assurer la protection et le planquage des Juifs. Il crée aussi un service de faux-papiers à Grenoble, dont il confie la direction à Otto dit "Toto" Giniewski.
Roland Epstein, Tony Gryn, Maurice Maidenberg, Sacha Racine future épouse de ce dernier, sa sœur Mila et son frère Emmanuel œuvrent au sein du MJS en collaborant entre autres avec Rolande Birgy de la JOC, et Georges Loinger du réseau Garel (OSE).

#### Arrestation et déportation
Le 21 octobre 1943, avec Mila Racine, Roland Epstein essaie de faire passer des Juifs de France en Suisse. Le groupe inclut 30 enfants venant de Nice,, un couple de personnes âgées, une mère avec son bébé et un couple avec un tout jeune enfant.
Le groupe est découvert, à Saint-Julien-en-Genevois (Haute-Savoie) par les chiens policiers, d'une patrouille allemande. Il y a des tirs d'arme. Une femme est tuée, une autre blessée.
Ils sont arrêtés et conduits à la prison de la Gestapo à l'hôtel Pax de Annemasse.
Le Maire d’Annemasse, Jean Deffaugt, obtient la libération des enfants, placés sous sa responsabilité personnelle dans un home d’enfants de la région.
Mila Racine et Roland Epstein sont transférés au Fort Montluc à Lyon.
Mila Racine est transférée à Compiègne puis déportée à Ravensbrück, avant d'être transférée à Mauthausen. Elle est tuée à Amstetten, le 22 mars 1945, lors d'un raid aérien britannique.
Roland Epstein est transféré à Drancy puis déporté le 17 janvier 1944 à Buchenwald, puis à Dora-Mittelbau. Il survit aux marches de la mort et arrive à Ravensbrück fin avril 1945. Il est libéré par l'armée rouge et sera rapatrié en France le 15 mai 1945. Il passe par l'Hôtel Lutetia.